# Сельское поселение Воскресенка
Сельское поселение Воскресенка — муниципальное образование в Волжском районе Самарской области.
Административный центр — село Воскресенка.

## Административное устройство
В состав сельского поселения Воскресенка входят:
- село Воскресенка,
- железнодорожная станция Жигули,
- посёлок Журавли,
- посёлок Зелёненький,
- посёлок Молодогвардейский.

## Население
| 2010  | 2012  | 2013  | 2014  | 2015  | 2016  | 2017  | 2018  | 2019  |
| ----- | ----- | ----- | ----- | ----- | ----- | ----- | ----- | ----- |
| 3454  | ↘3425 | ↗3498 | ↗3513 | ↗3558 | ↗3663 | ↗3744 | ↗3745 | ↗3809 |
| 2020  | 2021  |       |       |       |       |       |       |       |
| ↗3873 | ↗4287 |       |       |       |       |       |       |       |